# Oscar Sonneck
Pour les articles homonymes, voir Sonneck.
Oscar George Theodore Sonneck, né le 6 octobre 1873 à Jersey City et mort le 30 octobre 1928 à New York, est un bibliothécaire, éditeur et musicologue américain.

## Biographie
Sonneck naît le 6 octobre 1873 à Jersey City. Il étudie la philosophie et la musicologie en Allemagne aux universités de Heidelberg et Munich.
De 1902 à 1907, il est la tête de la division musicale de la Bibliothèque du Congrès. De ce fait, il fonde une grande bibliothèque musicale. Depuis 1915, il est l'éditeur de The Musical Quarterly. En tant qu'écrivain, il se spécialise dans l'histoire de la musique américaine ancienne (avant le XIXe siècle). Ses publications posèrent les fondations de l’étude scientifique de la musique aux États-Unis. Sonneck comprit l'importance des bases bibliographiques dans le développement des études musicales. En tant qu'historien documentaire, éditeur et critique, Oscar Sonneck est reconnu comme le premier intellectuel de musique ancienne en Amérique. La collection Beethoveniana qu'il avait fondée déménagea au New York Public Library en 1940. Il meurt à New York, à l'âge de cinquante-cinq ans.

## Œuvres
- A Bibliography of Early Secular American Music (1905)
- Early Concert-Life in America (1907)
- Report on "The Star-Spangled Banner", "Hail Columbia", "America", "Yankee Doodle" (1909)
- The Star-Spangled Banner (1914)
- Catalogue of Opera Librettos Printed before 1800 (2 vol., 1914)
- Early Opera in America (1915)
- Vier pessimistische Lieder, op. 17 (1922)